# D臂

转运RNA

D臂（英語：D arm）是转运RNA（tRNA）的一个三级结构，包括有两个D茎和一个D环，得名于D环上所含有的特殊碱基二氢尿嘧啶（Dihydrouracil）。
D环的主要功能是用于识别，现在普遍认为D环是氨酰tRNA合成酶（一个将tRNA氨酰化使之携带氨基酸的酶）的识别位点。D茎也可能有识别作用，但这还有待证明。
这是一个高度可变的区域，它不寻常的鳥苷残基过密结构很值得注意，它似乎对tRNA的三级结构的稳定起到重要作用。